# كارولين باوم
كارولين باوم (بالإنجليزية: Caroline Baum)‏ هي صحفية أسترالية، ولدت في 27 نوفمبر 1958.